# He Hui
 (avril 2025).
He Hui est une artiste lyrique chinoise née le 1er avril 1972 à Ankang.

## Biographie

### Enfance et formation
Elle est née à Ankang.
Au lycée, elle fréquentée le Conservatoire de musique de Xi'an.

### Carrière
Elle devient instructrice de chant après avoir obtenu son diplôme de premier cycle en 1994. En 1995, He Hui fait ses débuts en tant que mezzo-soprano Dorabella dans la tutte de  Wolfgang Amadeus Mozart.
Elle passe au chant de la soprano et chante le rôle-titre dans Aida de Verdi lors de l'événement inaugural du Grand Théâtre de Shanghai en 1998.
En 2000, elle est classée la deuxième place dans la compétition de chant d'Operalia.
En avril 2002, elle remporte un concours vocal de Verdi à Busseto, après avoir joué le rôle-titre dans la Tosca de Puccini lors de ses débuts européens (à Parme) deux mois plus tôt.